# Girabola 2011
La Girabola 2011 è stata la trentatreesima edizione del massimo campionato nazionale di calcio dell'Angola.
Si è aperto il giorno 11 marzo 2011 e si è concluso il 6 novembre 2011. Il torneo è stato vinto dal Clube Recreativo Desportivo do Libolo, per la prima volta nella storia del club. La classifica dei marcatori è stata vinta da Love, giocatore dell'Atlético Petróleos de Luanda, al terzo successo in carriera in questa speciale classifica.
A seguito della riforma del ranking CAF introdotta nel 2011, l'Angola (che ha chiuso la stagione al 13º posto del ranking) avrà diritto ad iscrivere solo due squadre alle manifestazioni continentali del 2012: una alla CAF Champions League e una alla CAF Confederation Cup.

## Classifica finale
|                                                                         |     | Classifica Finale 2011 | G  | V  | N  | P  | GF | GS | DR  | Pti |
| ----------------------------------------------------------------------- | --- | ---------------------- | -- | -- | -- | -- | -- | -- | --- | --- |
| Campione d'Angola - Qualificata alla CAF Champions League               | 1.  | Recreativo do Libolo   | 30 | 17 | 6  | 7  | 48 | 26 | +22 | 57  |
|                                                                         | 2.  | Kabuscorp              | 30 | 17 | 5  | 8  | 47 | 30 | +17 | 56  |
|                                                                         | 3.  | Petro Atlético         | 30 | 13 | 12 | 5  | 46 | 28 | +18 | 51  |
| Qualificata alla CAF Confederation Cup - Vincitrice Coppa d'Angola 2011 | 4.  | Interclube             | 30 | 11 | 15 | 4  | 31 | 17 | +14 | 48  |
|                                                                         | 5.  | Primeiro de Agosto     | 30 | 10 | 15 | 5  | 36 | 28 | +8  | 45  |
|                                                                         | 6.  | Recreativo da Caála    | 30 | 13 | 6  | 11 | 35 | 35 | +0  | 45  |
|                                                                         | 7.  | Sagrada Esperança      | 30 | 10 | 11 | 9  | 27 | 24 | +3  | 41  |
|                                                                         | 8.  | Progresso              | 30 | 10 | 9  | 11 | 29 | 36 | -7  | 39  |
|                                                                         | 9.  | Onze Bravos            | 30 | 9  | 11 | 10 | 36 | 41 | -5  | 38  |
|                                                                         | 10. | Aviação                | 30 | 9  | 10 | 11 | 28 | 29 | -1  | 37  |
|                                                                         | 11. | Santos                 | 30 | 8  | 12 | 10 | 33 | 39 | -6  | 36  |
|                                                                         | 12. | Benfica Luanda         | 30 | 9  | 8  | 13 | 33 | 36 | -3  | 35  |
|                                                                         | 13. | Académica Soyo         | 30 | 8  | 10 | 12 | 23 | 29 | -6  | 34  |
| Retrocessa in Girangola (Seconda divisione)                             | 14. | Cabinda                | 30 | 7  | 12 | 11 | 25 | 30 | -5  | 33  |
| Retrocessa in Girangola (Seconda divisione)                             | 15. | Primeiro de Maio       | 30 | 7  | 9  | 14 | 29 | 41 | -12 | 30  |
| Retrocessa in Girangola (Seconda divisione)                             | 16. | Académica Lobito       | 30 | 3  | 7  | 20 | 20 | 57 | -37 | 16  |

## Verdetti
- Recreativo do Libolo

Campione d'Angola 2011 - Qualificata alla CAF Champions League 2012.
- Interclube

Vincente Coppa d'Angola 2011 - Qualificata alla CAF Confederation Cup 2012.
- Cabinda,  Primeiro de Maio,  Académica Lobito

Retrocesse in Girangola (Seconda divisione nazionale).

## Classifica marcatori
| Gol |  |  | Giocatore | Squadra        |
| --- |  |  | --------- | -------------- |
| 20  |  |  | Love      | Petro Atlético |